# AC/DC (VHS)
 (avril 2024).
Si vous disposez d'ouvrages ou d'articles de référence ou si vous connaissez des sites web de qualité traitant du thème abordé ici, merci de compléter l'article en donnant les références utiles à sa vérifiabilité et en les liant à la section « Notes et références ».
Cet article traite d'une cassette d'AC/DC. Pour le groupe, voir l’article AC/DC.
Pour les articles homonymes, voir AC/DC (homonymie).
Pour plus de détails, voir Fiche technique et Distribution.
AC/DC est une VHS du groupe de hard rock australien du même nom. Elle est composée de quelques vidéos clip du groupe[réf. nécessaire] sous la période Bon Scott (1976-1979) et est sortie en 1989 uniquement en Australie.
Elle n'a jamais été rééditée en DVD mais toutes les vidéos sont présentes sur Family Jewels, sorti en 2005 (à part la vidéo d'Highway to Hell qui est présente sur le DVD Family Jewels 3 du coffret Backtracks, sorti en 2009).

## Titres
1. High Voltage
2. Jailbreak
3. Let There Be Rock
4. Riff Raff
5. Dog Eat Dog
6. Highway to Hell
7. Shot Down in Flames
8. Touch Too Much
9. If You Want Blood (You've Got It)

## Personnel
- Bon Scott - Chants
- Angus Young - Guitare solo
- Malcolm Young - Guitare rythmique
- Cliff Williams - Basse (à part sur Jailbreak et High Voltage)
- Mark Evans - Basse (sur Jailbreak et High Voltage seulement)
- Phil Rudd - Batterie